# Pipiza maritima
Pipiza maritima är en tvåvingeart som beskrevs av Mutin 2002. Pipiza maritima ingår i släktet gallblomflugor, och familjen blomflugor. Inga underarter finns listade i Catalogue of Life.